# Пополоканские языки
Пополоканские языки (Popolocan) — подсемья ото-мангской языковой семьи, языки которой распространены в штате Оахака в Мексике.
Пополоканские языки не следует путать с пополокскими языками, распространёнными в штате Веракрус, которые принадлежат к несвязанной языковой семье михе-соке. Термин пришёл из языка науатль и непонятный способ разговора, поэтому носители науатль назвали несколько неродственных языков как "Popolōca". Термин науатль позже был принят испанцами. В настоящее время конвенция, где ото-мангские языки отражены как "пополокские", и языки михе-соке отражены как "пополукские", хотя последний термин выходит из употребления.
Пополоканские языки делятся на:
- Чочо-пополоканские языки, включая язык чочо и 7 отдельных разновидностей пополокских языков
- Ишкатек
- Масатекские языки, включая количество родственных языков под названием "масатекские"